# Casole d'Elsa
Casole d'Elsa (pronuncia Càsole) è un comune italiano di 3 675 abitanti della provincia di Siena in Toscana.

## Geografia fisica
Il territorio comunale, per buona parte all'interno della Montagnola senese, confina con quello di Pomarance, in provincia di Pisa per un tratto di soli 45 m di lunghezza.
- Classificazione sismica: zona 3 (sismicità bassa), Ordinanza PCM 3274 del 20/03/2003
- Classificazione climatica: zona E, 2105 GG
- Diffusività atmosferica: alta, Ibimet CNR 2002

## Storia
L'antico castello di Casole d'Elsa è ricordato fin dall'inizio dell'XI secolo come importante capisaldo dei vescovi di Volterra in un territorio disputato da Volterrani, Senesi e Fiorentini. Passato sotto il dominio senese a seguito della Battaglia di Montaperti (1260), il borgo fu ampliato con nuove fortificazioni ricevendo la struttura toponomastica che ancora oggi lo contraddistingue. Dal XVI secolo le vicende di Casole seguono quelle del granducato di Toscana e quindi del nuovo Stato Italiano. Il borgo fu oggetto di gravissime distruzioni al passaggio del fronte nel corso della seconda guerra mondiale (luglio 1944). 

### Casole d'Elsa, al tempo di Rainerio del Porrina, si oppose alla Repubblica di Siena
Casole d'Elsa, dopo la battaglia di Monteaperti, del 1260, venne sottomessa dalla Siena di parte ghibellina ma non mancarono le opposizioni dei casolesi. Molti casolesi, guidati da Rainerio del Porrina (1240-1312), appartenente ad una potente famiglia feudale, si opposero alla sottomissione esercitata dall'allora Repubblica di Siena. Rainerio del Porrina rimarrà poi una delle persone più amate, e un punto di riferimento storico , da molti abitanti di Casole d'Elsa, anche nei secoli successivi alla sua morte. 

### Simboli
Lo stemma è stato riconosciuto con decreto del capo del governo del 24 settembre 1931.
Il gonfalone, concesso con regio decreto del 16 febbraio 1931, è un drappo partito di rosso e di argento.

### Il rosso e il bianco: due colori che fanno riferimento a Firenze e al Granducato di Toscana
I colori dello stemma comunale sono il rosso, in alto, e il bianco, in basso; due colori che fanno riferimento a Firenze e al Granducato di Toscana.

## Monumenti e luoghi d'interesse

### Architetture religiose
- Chiesa di San Niccolò
- Collegiata di Santa Maria Assunta
- Chiesa di San Michele Arcangelo a Cavallano
- Pieve dei Santi Maria e Gervasio a Marmoraia
- Pieve di San Giovanni Battista a Mensano
- Chiesa dei Santi Andrea e Lorenzo a Monteguidi
- Pieve di San Giovanni Battista a Pievescola
- Chiesa di Santa Fiora a Scorgiano

### Architetture civili
- Villa La Suvera in località Pievescola
- Villa San Chimento in località Scorgiano

### Musei
- Museo archeologico e della collegiata

## Società

### Evoluzione demografica
Abitanti censiti

### Etnie e minoranze straniere
Secondo i dati ISTAT al 31 dicembre 2010 la popolazione straniera residente era di 397 persone. Le nazionalità maggiormente rappresentate in base alla loro percentuale sul totale della popolazione residente erano:
- Romania 66 1,70%
- Albania 59 1,52%
- Repubblica di Macedonia 53 1,37%

## Cultura

### Letteratura
Lo scrittore Carlo Cassola ha ambientato nella frazione di Monteguidi il suo romanzo La ragazza di Bube.

### Eventi
Al Palio di Casole d'Elsa  partecipano le contrade di Rivellino, Pievalle (nate entrambe nel 1984 dalla divisione della contrada di Casole), Casole Campagna, Il Merlo, Cavallano e Monteguidi.

## Geografia antropica

### Suddivisioni storiche
Il centro abitato di Casole d'Elsa, capoluogo comunale, comprende il nucleo storico, denominato Casole Centro, e le zone residenziali di Orli e La Corsina.

### Frazioni
Le frazioni del comune di Casole d'Elsa sono quattro:
- Cavallano (298 m s.l.m.; 421 ab.)
- Mensano (499 m s.l.m., 185 ab.)
- Monteguidi (421 m s.l.m., 144 ab.)
- Pievescola (272 m s.l.m., 445 ab.)

### Altre località del territorio
Tra le numerose località minori del territorio comunale, si segnalano alcuni centri notevoli che furono un tempo borghi e villaggi, taluni anche ex comuni medievali: Capannino della Suvera, Cotorniano, Gallena, Il Merlo, La Selva, La Torre, Leoncelli, Lucciana, Lucerena, Maggiano, Marmoraia, Molino d'Elsa, Pietralata, Podere La Casa, Pusciano, Querceto, Rofena, San Chimento, Scorgiano.

## Amministrazione
Di seguito è presentata una tabella relativa alle amministrazioni che si sono succedute in questo comune.
| Periodo        | Periodo        | Primo cittadino   | Partito                                                        | Carica  | Note   |
| -------------- | -------------- | ----------------- | -------------------------------------------------------------- | ------- | ------ |
| 25 maggio 1985 | 28 maggio 1990 | Franco Cigna      | Partito Comunista Italiano                                     | Sindaco | [ 13 ] |
| 4 giugno 1990  | 24 aprile 1995 | Franco Cigna      | Partito Comunista Italiano, Partito Democratico della Sinistra | Sindaco | [ 13 ] |
| 24 aprile 1995 | 14 giugno 1999 | Piero Pii         | lista civica                                                   | Sindaco | [ 13 ] |
| 14 giugno 1999 | 14 giugno 2004 | Piero Pii         | centro-sinistra                                                | Sindaco | [ 13 ] |
| 14 giugno 2004 | 8 giugno 2009  | Valentina Feti    | centro-sinistra                                                | Sindaco | [ 13 ] |
| 8 giugno 2009  | 26 maggio 2014 | Piero Pii         | lista civica                                                   | Sindaco | [ 13 ] |
| 26 maggio 2014 | 27 maggio 2019 | Piero Pii         | lista civica Pensare comune                                    | Sindaco | [ 13 ] |
| 27 maggio 2019 | 05 giugno 2024 | Andrea Pieragnoli | lista civica Pensare comune                                    | Sindaco | [ 13 ] |